# Lu (陆)
Lu (陆) is een Chinese familienaam. In Hongkong wordt deze naam door HK-romanisatie geromaniseerd als Luk. De achternaam Lu (陆) staat op de 198e plaats in de Baijiaxing. Men moet deze naam niet verwarren met andere Chinese namen die als Lu worden geschreven na romanisatie, omdat de hanzi (Chinese karakter) anders is. Ook deze familienamen kunnen verwant zijn met elkaar.
- Vietnamees: Lục

## Bekende personen met de naam 陆
- Lu Yu
- Lu Jia
- Lu Kang
- Lu Jun
- Lu Haodong
- Lu Yun
- Lu Wenlong
- Lu Yi (acteur)
- Loke Wan Tho
- Joyce Luk Wai-Ling
- Christine Loh Kung-Wai